# Ultima șansă (film din 1945)
Ultima șansă (în germană Die letzte Chance) este un film de război elvețian din 1945 regizat de Leopold Lindtberg. A fost înscris la Festivalul de Film de la Cannes din 1946 unde a fost unul dintre câștigătorii Grand Prix du Festival International du Film, cunoscut mai târziu sub numele de Palme d'Or. Filmul a fost selectat pentru proiecție ca parte a secțiunii Cannes Classics la Festivalul Internațional de Film de la Cannes din 2016.

## Intrigă
În 1943, Aliații au debarcat în sudul Italiei, așa că prizonierii de război aliați sunt transportați spre nord cu trenul. Când trenul este bombardat din aer noaptea, unii dintre prizonieri evadează. Locotenentul englez Halliday și sergentul american Braddock dau unul peste altul și deci să își unească eforturile să scape.
A doua zi, călătoresc cu o căruță care transportă saci de grâu. Căruțașul reușește să convingă soldații italieni să nu-i inspecteze încărcătura, înainte de a-și lăsa pasagerii în mediul rural. Când ajung la un râu, se despart pentru a căuta o barcă. Englezul întâlnește o tânără draguță care spală haine. Cei doi bărbați iau o barcă și încep să vâslească, dar apoi femeia alergă și le spune că s-a semnat un armistițiu, așa că se întorc. Se îndreaptă spre oraș, dar este ciudat de liniște și nimeni nu este pe străzi să sărbătorească. Apoi sosesc nemții și preiau controlul. Unchiul femeii le dă celor doi bărbați haine civile și le recomandă să încerce să se strecoare la bordul unui tren de marfă, ceea ce reușesc să facă. La o oprire, urmăresc neputincioși cum o femeie este separată de soțul ei, care este luat cu trenul de către germani alături de alții oameni.
După aceea, se îndreaptă spre munți. Ei întâlnesc niște partizani, care îi lasă să treacă un pod. Unul dintre italieni îi avertizează să nu pună în pericol oamenii din oraș. Cei doi merg la biserică, unde preotul acceptă să-i ajute. Refugiații se întorc din încercarea de a traversa munții, împinși înapoi de o furtună de zăpadă. Preotul îl duce pe Halliday la han și îl prezintă lui Giuseppe, ghidul. El promite că va încerca să ducă întregul grup peste munți, împreună cu noile adăugări, mâine. El îi prezintă un croitor polonez și nepoata sa, un muncitor dintr-o fabrică din Belgrad, un profesor mai preocupat de actele sale decât de propria sa viață și pe franțuzoaica Madame Monnier. În timp ce Halliday pleacă, doamna Wittels (femeia care și-a pierdut soțul mai devreme) și fiul ei Bernard ajung să se alăture grupului. În biserică se ascunde deja maiorul britanic Telford. Îi convinge pe Halliday și Braddock să rămână și poate să se alăture partizanilor.
O emisiune radio anunță că Il Duce, liderul fascist italian destituit, a fost eliberat de germani. Un fost fascist nemulțumit se îndreaptă spre vale pentru a-i trăda pe refugiați. În acea noapte, se aud împușcături venind dinspre pod. Oamenii îl caută pe preot pentru a-i cere sfatul. El le spune să se ascundă în pădure, dar să lase copiii și bătrânii în grija lui. Preotul îi convinge pe cei trei soldați să conducă refugiații la Giuseppe. După ce au plecat, informatorul fascist îi spune, fără tragere de inimă, preotului că trebuie să-l ducă la germani.
Când refugiații ajung în satul lui Giuseppe, descoperă că germanii au ajuns primii acolo. Mama lui Giuseppe le spune că fiul ei a murit, împreună cu restul bărbaților din sat. Un alt sătean le cere soldaților să ia și niște orfani cu ei. Fără tragere de inimă, maiorul este de acord. Grupul se îndreaptă spre munți în timpul unei furtuni de zăpadă. Croitorul în vârstă nu poate ține pasul; se culcă în zăpadă și se roagă. Ceilalți își găsesc adăpost într-o cabană de salvare montană.
Când se termină furtuna, apare o patrulă germană. Soldații au ordin să închidă frontiera, așa că ocolesc coliba, dar acum trecerea este păzită. Halliday propune să creeze o diversiune, folosind pistolul maiorului (și cinci gloanțe), dar Telford îl refuză. În schimb, întregul grup pornește noaptea, sperând să scape nedescoperiți. Aceștia trebuie să se ascundă când observă o patrulă de schi. Bernard iese din ascunzătoare și îi atrage pe germani și este împușcat. Ceilalți ajung în Elveția, Halliday fiind și el împușcat. Un ofițer elvețian îi informează că doar copiii, persoanele de peste 65 de ani și refugiații politici pot rămâne. Reușește să obțină autorizație din partea guvernului pentru a-i lăsa pe toți să rămână. În scena finală, ei participă la înmormântarea lui Halliday.

## Distribuția
- Ewart G. Morrison în rolul maiorului Telford
- John Hoy în rolul locotenentului John Halliday
- Ray Reagan în rolul sergentului Jim Braddock
- Luisa Rossi în rolul Tonina
- Odeardo Mosini în rolul hangiului
- Giuseppe Galeati în rolul transportatorului
- Romano Calò în rolul preotului
- Leopold Biberti în rolul locotenentului elvețian
- Therese Giehse în rolul Frau Wittels
- Robert Schwarz în rolul Bernard, fiul ei
- Tino Erler în rolul Muzio
- Sigfrit Steiner în rolul medicului militar
- Emil Gerber în rolul paznicului de la frontieră
- Germaine Tournier în rolul Mme. Monnier
- M. Sakhnowsky în rolul Hillel Sokolowski
- Berthe Sakhnowsky în rolul Chanele
- Rudolf Kamft în rolul profesorului
- Jean Martin în rolul neerlandezului
- Gertrudten Cate în rolul neerlandezei
- Carlo Romatko în rolul muncitorului iugoslav